# ساختار سرمایه
ساختار سرمایه، (به انگلیسی: Capital structure) در دانش مالی، به روشی که شرکت از طریق آن سرمایه‌گذاری می‌کند، ساختار سرمایه گفته می‌شود. یک شرکت می‌تواند در سهام عادی یا ممتاز، از طریق درآمد کسب شده (که در شرکت حفظ شده‌است) یا از طریق دریافت بدهی، سرمایه‌گذاری کند؛ بعضی اوقات یک شرکت از ترکیب این ساختارها بمنظور سرمایه‌گذاری استفاده می‌کند.
هنگام تحلیل ساختار سرمایه نسبت بدهی‌های کوتاه مدت و بلند مدت در نظر گرفته می‌شود و در اینگونه مباحث هنگامی که به ساختار سرمایه اشاره می‌شود، معمولاً به نسبت بدهی به حقوق صاحبان سهام اشاره دارد، که بیان‌کننده میزان ریسک پذیری یک شرکت می‌باشد. معمولاً شرکت‌ها اغلب از طریق دریافت بدهی، سرمایه‌گذاری می‌کنند، که این روش همواره ریسک اعتباری زیادی را نیز برای این شرکت‌ها، در بر خواهد داشت.